# 沼沢村
沼沢村（ぬまさわむら）は福島県大沼郡にあった村。現在の金山町北東部にあたる。

## 地理
- 山：高畑、二王杉山、高陽山、国土山、沼ノ峠山、談合峰、鍋倉山、本名御神楽、日尊の倉山、狢ヶ森山、後山、かくんば山、倉前山、小笠倉山、岩下山、岳山、縦峰、惣山、前山、高久原山、高森山、洞巌山
- 湖沼：沼沢湖
- 河川：只見川

## 歴史
- 1889年（明治22年）4月1日 - 町村制の施行により、大志村、中川村、沼沢村、太郎布村、大栗山村、水沼村の区域をもって発足。
- 1950年（昭和25年）12月12日 - 日本発電の発電所建設現場でケーブルカーの鋼索が切れてゴンドラが墜落。死者15人、重軽傷者6人[1]。
- 1955年（昭和30年）3月31日 - 川口村・本名村・横田村と合併して金山町が発足。同日沼沢村廃止。

## 交通

### 鉄道路線
現在は只見線の会津水沼駅、会津中川駅が所在するが、当時は未開業（合併後の1956年開業）。

### 道路
- 沼田街道（現・国道252号）